# Euphorbia petala
Euphorbia petala är en törelväxtart som beskrevs av Alfred James Ewart och L.R.Kerr. Euphorbia petala ingår i släktet törlar, och familjen törelväxter. Inga underarter finns listade i Catalogue of Life.